# سومنر بومان
سومنر بومان (بالإنجليزية: Sumner Bowman)‏ هو لاعب كرة قاعدة أمريكي، ولد في 9 فبراير 1867 في ميلرسبورغ في الولايات المتحدة، وتوفي في 11 يناير 1954.

## وصلات خارجية
- سومنر بومان على موقعبيزبول رفرنس.كوم (الدوري الرئيسي) (الإنجليزية)
- سومنر بومان على موقعبيزبول رفرنس.كوم (الدوري الثانوي) (الإنجليزية)